# 2008년 경제 부양법
2008년 경제 부양법(영어: Economic Stimulus Act of 2008, Pub.L. 110–185, 122 Stat. 613, 2008년 2월 13일 제정)은 2008년 미국 경제를 활성화하고 경기후퇴를 막거나 경제 상황을 개선하기 위한 여러 종류의 경제 부양책을 제공하는 의회법이었다. 부양책은 2008년 1월 29일 미국 하원의원에서 통과되었고, 2008년 2월 7일 미국 상원에서 약간 다른 버전으로 통과되었다. 상원 버전은 같은 날 하원에서 승인되었다. 이 법안은 2008년 2월 13일 조지 W. 부시 대통령이 민주당과 공화당 의원들의 지지를 받아 서명했다. 이 법은 저소득 및 중소득 미국 납세자에게 세금 환급을 제공하고, 사업 투자를 촉진하기 위한 세금 인센티브를 제공하며, 정부 지원 기업 (예: 패니 메이 및 프레디 맥)이 구매할 수 있는 모기지에 부과된 한도를 상향 조정한다. 이 법안의 총 비용은 2008년에 1,520억 달러로 예상되었다.

## 세금 환급
이 법에 따라 생성된 세금 환급은 2008년 동안 개별 미국 납세자에게 지급되었다. 소득 한도 미만의 대부분의 납세자는 1인당 최소 300달러(공동 신고하는 부부는 600달러)의 환급을 받았다. 적격 납세자는 개인 지급액과 함께 17세 미만의 부양 자녀 1인당 300달러를 받았다. 지급액은 납세자의 순 소득세 부담과 같았지만, 600달러(1인) 또는 1200달러(공동 신고하는 부부)를 초과할 수 없었다. 순 부담액은 다음 위치에서 확인할 수 있다.
- Form 1040: 57번 줄과 52번 줄
- Form 1040A: 35번 줄과 32번 줄
- Form 1040EZ: 10번 줄

순 세금 부담액이 없는 사람들도 연간 최소 3,000달러의 자격 소득을 충족하는 경우 환급을 받을 수 있었다. 환급액은 2007년에 조정 총소득이 75,000달러(공동 신고하는 부부는 150,000달러)를 초과하는 납세자의 경우 단계적으로 축소되었다. 소득이 75,000달러를 초과하는 납세자의 경우, 환급액은 이 한도를 초과하는 소득의 5% 비율로 감소되었다. 다른 납세자의 부양 가족으로 신고된 개인은 환급 대상에서 제외되었다.
3,000달러의 자격 소득에는 근로 소득(예: 임금, 자영업 소득, 사회 보장)이 포함되었지만, 보충 사회 보장 소득은 부양금의 자격 소득으로 간주되지 않았다. 또한, 저소득 근로자는 소득세 목적상 신고할 필요가 없더라도 부양금을 받기 위해 신고해야 했다.
일부 납세자는 소득 한도를 초과했지만, 자격 있는 자녀가 있는 경우에도 환급을 받았다. 예를 들어, 2007년 조정 총소득이 90,000달러인 한부모 가정으로 2007년 세금으로 600달러 이상을 납부하고 두 명의 자격 있는 자녀가 있는 경우 450달러의 환급을 받았다. IRS는 부모에 대한 600달러와 두 자녀에 대한 600달러를 합산하여 1,200달러를 받고, 그 다음 75,000달러를 초과하는 1,000달러당 50달러의 단계적 축소액인 750달러를 빼서 450달러를 받았다. IRS에 따르면, 부양금은 납세자의 2008년 환급액을 줄이거나 2008년 신고 시 납부해야 할 금액을 늘리지 않았다.
지급 일정은 납세자의 2007년 세금 신고서에 직접 입금 정보가 기재되어 있는지 여부와 세금 신고서의 주 신고자의 사회 보장 번호 마지막 두 자리에 따라 결정되었으며, 직접 입금은 5월 2일부터 5월 16일 사이에, 종이 수표는 5월 16일부터 7월 11일 사이에 발송되었다. 2008년 4월 25일, 부시 대통령은 환급액이 2008년 4월 28일부터 지급될 것이며 종이 수표는 IRS가 이전에 발표한 것보다 빠른 3월 28일부터 발송될 것이라고 발표했다.
환급액을 직접 입금한 납세자는 다음과 같은 경우가 아니면 부양금도 같은 방식으로 받았다.
- 환급 예상 대출 또는 "신속 환급"을 받았다.
- 터보택스와 같은 서비스를 이용하고 환급액에서 전송 수수료가 차감되었다.
- 환급액이 두 개의 계좌로 입금되었다.
- 세무 대리인(공인회계사 등)이 수수료를 환급액에서 공제하도록 허용했다.

이러한 시나리오 중 하나라도 해당되는 경우, 지급액은 미국 우편을 통해 종이 수표로 발송되었다.

## 근거
2008년이 시작되면서 경제 지표는 경기 침체 위험 증가를 시사했다. 연방준비제도 의장 벤 버냉키는 의회에서 표적 정부 지출과 세금 인센티브를 통해 경제를 활성화하기 위한 신속한 조치가 필요하다고 증언했다. 의회는 그러한 법안을 신속하게 통과시켰다. 이 법안은 2008년 동안 기업과 소비자의 지출을 자극하기 위해 고안되었다. 표적 개인 세금 환급이 소비지출을 늘리고 표적 세금 인센티브가 사업 지출을 늘릴 것이라는 희망이 있었다.
의원들은 서브프라임 모기지 사태에 대한 대응으로 정부 보험 및 GSE(정부 지원 기업) 구매 자격이 있는 적격 모기지 한도를 높였다. 이 위기는 2007년 말까지 광범위한 신용 경색을 초래했다. 신용 경색은 대출 기관이 FHA 및 GSE 한도를 초과하는 주택 구매를 위한 이른바 점보 모기지를 발행하는 것을 꺼리게 했다. 미국 주택 거품은 전국 여러 지역에서 주택 가격을 이러한 한도 이상으로 밀어 올렸다. 점보 모기지에 대한 이자율이 상승함에 따라, 더 적은 구매자들이 이를 감당할 수 있었고, 주택 가격은 적격 모기지 한도 쪽으로 강제로 하락했다. 이러한 한도를 높임으로써 의원들은 주택 소유자, 은행 및 점보 모기지를 보유한 기타 금융 기관의 재정적 안녕을 위협하는 주택 가격 하락을 늦추거나 막기를 희망했다.
FHA 대출 한도 또한 3월 6일 부양책과 함께 상승했다. 이 대출 한도 패키지는 "FHA Forward"라고 불린다.

## 영향
2009년 12월 연구에 따르면 세금 환급액의 약 3분의 1만이 지출되어 미미한 수준의 부양 효과를 제공했다.
또 다른 연구에서는 부양금을 일찍 받은 가구의 지출 패턴과 아직 받지 못한 가구의 지출 패턴을 비교했다. 연구원들은 부양 수표가 도착했을 때 일반 가정의 지출이 3.5% 증가하여 2008년 2분기에 전체 비내구성 소비를 2.4% 증가시켰다는 것을 발견했다. 이 연구는 항상소득 가설과 같은 특정 경제 이론의 예측에도 불구하고 미국 가구에 대한 환급금 지급이 가처분 소득을 증가시켜 효과적인 부양책이었다고 결론지었다.

## 이민 제한
세금 신고서를 공동으로 제출한 납세자는 사회 보장 번호 대신 개인 납세자 식별 번호 (ITIN)를 사용하여 세금 신고서를 제출한 사람이 있는 경우 지급 대상에서 제외되었다. 예를 들어, 5인 가족 중 한 부모가 ITIN을 가지고 있다면, 유효한 사회 보장 번호를 가진 미국 시민을 포함하여 가족 구성원 누구에게도 돈이 지급되지 않았다. 이 규칙은 화이트 내셔널리즘과 연관된 반이민 단체인 미국 이민 개혁 연맹 (FAIR)이 상원에 변경을 요구한 후 추가되었다. 이 수정안은 네바다주 상원의원 존 엔사인이 제안했다.
결과적으로, 많은 합법적인 거주 외국인과 해외 주둔 군대 가족들은 어떠한 지급도 받지 못했다. 지급을 받지 못한 미국 시민들 중에는 2007년에 공동 세금 신고서를 제출하고 문서에 개인 납세자 식별 번호(ITIN)를 포함시킨 사람들이 있었다. 이 경우 전체 가족은 2008년 부시 대통령이 발표한 경제 부양 환급 대상에서 제외되었다. 최소 백만 명의 합법적인 거주자와 수만 명의 군인이 이 법의 영향을 받았는데, 이 법은 불법 이민자들이 부양금을 받는 것을 막기 위해 고안되었다.

## 같이 보기
- 2009년 미국 경기 회복 및 재투자법